# Agaleptus guttatus
Agaleptus guttatus é uma espécie de coleóptero da tribo Callichromatini (cerambycinae), com distribuição apenas na Tanzânia.

## Sistemática
- Ordem Coleoptera
  - Subordem Polyphaga
    - Infraordem Cucujiformia
      - Superfamília Chrysomeloidea
        - Família Cerambycidae
          - Subfamília Cerambycinae
            - Tribo Callichromatini
              - Gênero Agaleptus
                - A. guttatus (Schmidt, 1922)